# República do Kuwait

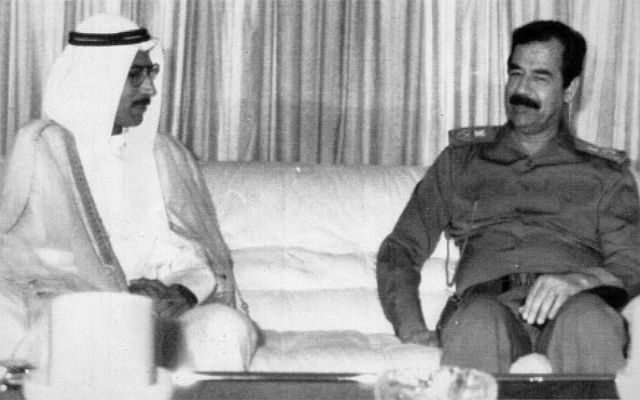
O primeiro-ministro kuwaitiano Alaa Hussein Ali com o presidente iraquiano Saddam Hussein, em 1990.

A República do Kuwait foi um Estado fantoche de curta duração criado pelo regime iraquiano, formado na sequência da invasão do Kuwait pelo Iraque Baathista durante os primeiros estágios da Guerra do Golfo Pérsico.

## Criação
Durante a invasão, o Conselho de Comando Revolucionário Iraquiano afirmou que havia enviado tropas para o Estado do Kuwait, a fim de prestar assistência interna a um golpe de Estado iniciado por "revolucionários kuwaitianos". O Governo Provisório do Kuwait Livre foi criado em 4 de agosto pelas autoridades iraquianas, sob a liderança de nove oficiais militares alegadamente kuwaitianos (4 coronéis e 5 majores) liderados por Alaa Hussein Ali, a quem foi dado os cargos de chefe de Estado (Rais al-Wuzara), comandante-em-chefe, ministro da Defesa e ministro do interior. 
O Emir Jaber Al-Ahmad Al-Jaber Al-Sabah (que fugiu Kuwait e estabeleceu um governo no exílio, com sede na Arábia Saudita ) foi declarado deposto pelo novo regime, que acusou a família real de seguir políticas "anti-populares", "anti-democráticas", "pró-imperialistas" e "sionistas", juntamente com o "desvio de recursos nacionais com o propósito de enriquecimento pessoal". 

## Anexação pelo Iraque
Depois do fracasso das negociações com a oposição para reconhecer o governo vassalo, o Conselho de Comando Revolucionário Iraquiano anunciou que o Governo Provisório do Kuwait Livre declarara que o Kuwait deveria voltar a grande família e fazer parte do "Grande Iraque". Em 28 de agosto, o território kuwaitiano foi formalmente anexado, transformado-se na 19ª província do Iraque, dando assim por extinta a pequena República. A recusa de se retirar do Kuwait levaria à Guerra do Golfo, e em 26 de fevereiro de 1991, o governo pre-ocupação voltaria ao poder. 